# كريستيان هيلدبرانت
كريستيان هيلدبرانت (بالدنماركية: Christian Hildebrandt)‏ هو ملحن دنماركي، ولد في 30 مايو 1967.